# David Mendes
Manuel David Mendes (Cazenga, Luanda, 6 de Maio de 1962) é um advogado e político angolano, chamado o "advogado dos pobres". Mendes se vê com seu trabalho reforçar a oposição angolana.  David Mendes é visto como um advogado descomprometido como o regime.
David Mendes é advogado e director de litigação da organização ONG de direitos humanos Associação Mãos Livres e processou o Estado angolano por danos morais.

## Prémios
Foi galardoado com o Prémio Martin Luther King dos Direitos Humanos pela Embaixada dos Estados Unidos da América em Angola, como reconhecimento do seu trabalho em defesa dos direitos humanos no país.
É casado e tem sete filhos.